# Los Descamisados (España)
Los Descamisados fue un periódico publicado en la ciudad de Madrid o Zaragoza[cita requerida] (España) durante el año 1873.
Este diario fue una de las diversas publicaciones anarquistas surgidas en las últimas décadas del siglo XIX en España. Contó con un total de cinco números, el primero fue publicado el 30 de marzo de 1873 y el último el 12 de junio de ese mismo año. Su publicación se dio en el marco de las épocas de la I República, y su director fue Mariano Chacel. Este periódico puede ser considerado improvisado y con pocas colaboraciones de calidad. Su programa, propuesto ya en el primer número, es claramente incendiario y provocador, y postula como única forma de gobierno la anarquía. Sin embargo ha sido motivo de polémica, dado que fue criticado posteriormente por el movimiento anarquista y los internacionalistas, ya que se planteaban que fue creado por el gobierno y elementos carlistas, con el fin de acrecentar el miedo para acelerar la reacción, y que se extremaba la doctrina obrera hasta la caricatura. 